# Mieczysław Rakowski

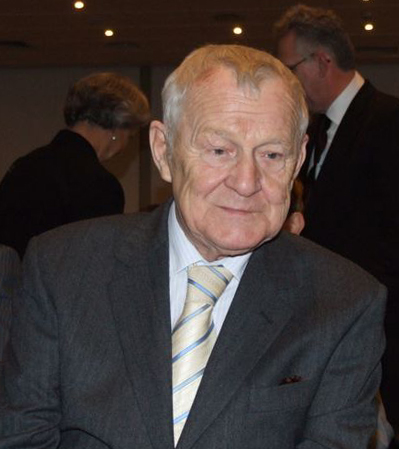
Mieczysław Rakowski (2007)

Mieczysław Franciszek Rakowski (* 1. Dezember 1926 in Kowalewko bei Nakło nad Notecią, Polen; † 8. November 2008 in Warschau) war ein polnischer Politiker und Journalist. Er war von 1988 bis 1989 der vorletzte Ministerpräsident im damals realsozialistischen Polen.

## Leben
Rakowski arbeitete während der deutschen Besatzung in Posen in einem Instandsetzungwerk der Eisenbahn und lernte Dreher. Nach Kriegsende studierte er in Warschau Geschichte und promovierte 1956. Gleichzeitig war er von 1945 bis 1949 Offizier der Polnischen Volksarmee und seit 1946 Mitglied der kommunistischen Partei PPR (ab 1948 PZPR). 1957 wurde er zum stellvertretenden Chefredakteur der neu gegründeten Wochenzeitung Polityka ernannt, ein Jahr später zum Chefredakteur (bis 1982). Er galt als Vertreter des Reformflügels der Partei, den neostalinistischen und nationalkommunistischen Gruppierungen innerhalb der PZPR gleichermaßen verhasst. Rakowski bekleidete auch Führungsämter im Polnischen Journalistenverband. Seine eigentliche Parteikarriere begann unter Parteichef Edward Gierek, als er 1972 Abgeordneter im Sejm und 1975 Mitglied des ZK wurde. Unter Wojciech Jaruzelski stieg er 1981 zum stellvertretenden Ministerpräsidenten auf. Er rechtfertigte das Kriegsrecht und wurde einer der profiliertesten Gegner der demokratischen Opposition um die Gewerkschaft Solidarität. 1985 übernahm er das Amt des stellvertretenden Parlamentspräsidenten, bis er im September 1988 an die Spitze der Regierung trat. Als Ministerpräsident leitete er Wirtschaftsreformen ein, einige Betriebe wurden privatisiert.
In seiner Regierungszeit begannen die politischen „Gespräche am Runden Tisch“ mit dem geeint auftretenden oppositionellen Bürgerkomitee Solidarität um Lech Wałęsa. Bei den Parlamentswahlen vom 4. Juni 1989 erhielt Rakowski keinen Sitz im Parlament mehr und trat daraufhin von seinem Posten zurück. Einen Monat später folgte er dem zum Staatspräsidenten gewählten Jaruzelski im Vorsitz der PZPR nach, den er bis zur Umwandlung der Partei in die Sozialdemokratie der Republik Polen im Januar 1990 behielt. Seiner Meinung nach hat die polnische Linke nach 1989 – als sie an der Macht war – die Chancen einer sozialen Gestaltung einer „Systemtransformation“ nicht genutzt und einseitig auf die kapitalistischen Marktwirtschaft mit der Privatisierung von Betrieben gesetzt. Diese Politik habe die ausgegrenzten und verarmten Bevölkerungsgruppen zu Wählern rechter Parteien gemacht.
Anschließend kehrte Rakowski wieder in seinen Beruf als Journalist zurück. Er hatte erheblichen Anteil daran, dass die deutschen Sozialdemokraten nach der deutschen Wiedervereinigung seine Partei als politischen Partner in Polen wählte und deren Aufnahme in die Sozialistische Internationale unterstützte, was einer internationalen Rehabilitierung der polnischen Postkommunisten gleichkam.
2003/2004 versuchte er sich kurzzeitig als Talkmaster im polnischen Fernsehen. Im November 2008 verstarb er im Alter von 81 Jahren nach langer Krankheit.

## Privates
Rakowski und die Violinistin Wanda Wiłkomirska (1929–2018) heirateten 1952. 
Aus der Ehe gingen zwei Söhne hervor. 
Die Ehe wurde 1977 geschieden.
Rakowski war später mit der Schauspielerin Elżbieta Kępińska (* 1937) verheiratet. Er verbrachte seine Ferien immer in einem Dorf in Masuren mit vielen prominenten Schauspielern, Musikern und Schriftstellern. Er war oft Gesprächspartner von Marion Gräfin Dönhoff.

## Veröffentlichungen
- SDP w okresie powojennym 1949–1954 (1960)
- Przesilenie grudniowe (1981)
- Partnerstwo (dt.: Partnerschaft, 1982)
- Jak to się stało (1991) (dt.: Es begann in Polen: der Anfang vom Ende des Ostblocks, 1995)
- Zanim stanę przed Trybunałem (dt.: Vor dem Gericht stehend, 1992)
- Do M. F. Rakowskiego pisali. Lata–listy–ludzie (dt.: An M.F.Rakowski geschrieben. Jahre-Briefe-Leute, 1993)
- Dzienniki polityczne (dt.: Politisches Tagebuch) Bd. 1–7 (1998–2004)